# Jānis Fabriciuss

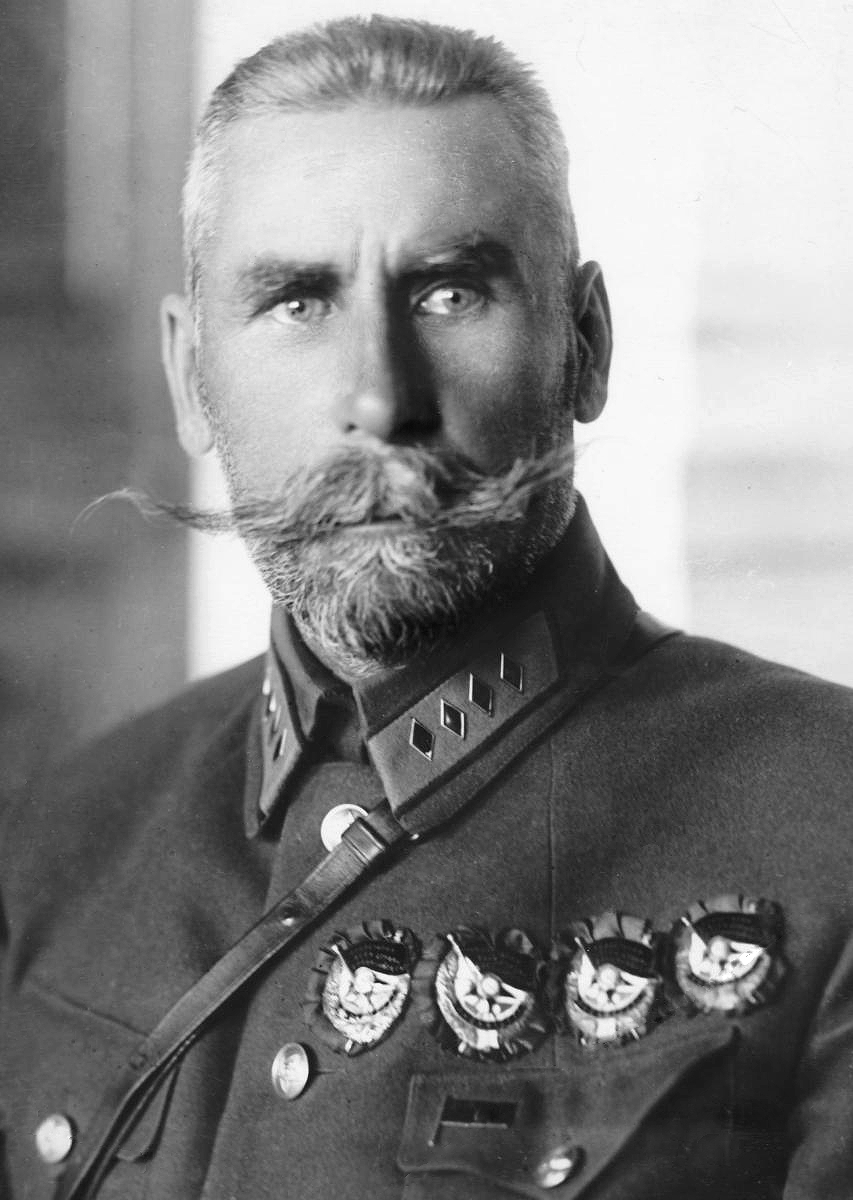
Jānis Fabriciuss

Jānis Fabriciuss (russisch Ян Фри́цевич Фабри́циус; * 14. Junijul. / 26. Juni 1877greg. in Zlēkas, Gouvernement Kurland; † 24. August 1929 in Sotschi) war ein lettischer Offizier und Kommissar der Roten Armee während des russischen Bürgerkriegs.

## Leben
Jānis Fabriciuss wurde in eine Familie von lettischen Landarbeitern in der Nähe von Ventspils geboren. 1894 machte er seinen Schulabschluss am Gymnasium. Nach dem Wehrdienst arbeitete er ab 1901 bei einer Maschinenbaufirma in Riga und wurde 1903 Mitglied der SDAPR. Wegen revolutionärer Tätigkeit wurde er 1904 zu vier Jahren Zwangsarbeit mit anschließender Verbannung in Jakutien verurteilt. 1916 wurde er begnadigt, um im Ersten Weltkrieg gegen das Deutsche Reich zu kämpfen. 1917 wurde er Unteroffizier in einem lettischen Schützen-Regiment.
Als Vorsitzender des Regiments-Soldatenrats nach der Oktoberrevolution wurde er im Januar 1918 Mitglied des Zentralkomitees der KPdSU und war am Aufbau der Roten Armee beteiligt. Fabriciuss übernahm leitende Funktionen in den Militärbezirken Gdow und Pskow und zeichnete sich in Kämpfen gegen die deutsche Armee und die Guerilla-Truppen unter dem Kommando von Stanislaw Bulak-Balachowitsch aus. Als Kommissar der 2. und 10. Schützendivision kämpfte er sodann 1919 im Lettischen Unabhängigkeitskrieg gegen deutsche und bürgerlich lettische Truppen. Nach dem Rückzug aus Lettland führte er im August 1919 eine Abteilung zur Bekämpfung von Kavallerieeinheiten Konstantin Konstantinowitsch Mamontows, die im sowjetischen Hinterland agierten. Als Kommandeur der 48. Brigade (16. Schützen-Division) war er danach an Kampagnen gegen den General Denikin und am Polnisch-Sowjetischen Krieg beteiligt. 1921 nahm er an der blutigen Niederschlagung des Kronstädter Matrosenaufstands teil.
Von 1922 bis 1923 war Fabriciuss Leiter der Militärschule in Minsk. Danach kommandierte er  die 2. (9.) Don-Schützen-Division und ab Januar 1924 das 17. Schützenkorps im Militärbezirk Kiew. Von 1927 bis 1928 war er Kommandeur das 4. Schützenkorps in Witebsk. 1927 wurde er Mitglied des ZK der KPdSU und 1928 stellvertretender Befehlshaber der Kaukasischen Rotbanner-Armee.
Am 24. August 1929 ertrank Fabriciuss bei der Rettung von Passagieren nach einem Flugzeugabsturz nahe der Stadt Sotschi.

## Andenken
Fabriciuss war der erste, dem viermal der Rotbannerorden verliehen wurde; er war in der Sowjetunion sehr bekannt.
- Nach Fabriciuss wurden Straßen in Moskau, Minsk, Polozk, Pskow, Sotschi, Kiew u. a. benannt.
- außerdem das Gesundheitsministerium der Verteidigung in Sotschi.
- und die höhere Militärflug Ingenieurschule in Daugavpils
- In den Städten Ventspils und Gdow wurden Denkmäler von Fabriciuss errichtet.